# I Do (Arvingarna)
I Do è un singolo del gruppo musicale schlager svedese Arvingarna, pubblicato il 23 febbraio 2019 su etichetta discografica Sony Music Entertainment Sweden. Il brano è stato scritto da Nanne Grönvall, Mikael Karlsson, Casper Jarnebrink e Thomas Johansson. Nonostante il titolo sia in lingua inglese, il brano è cantato interamente in svedese.
Con I Do gli Arvingarna hanno partecipato a Melodifestivalen 2019, il processo di selezione per la ricerca del rappresentante eurovisivo svedese, conquistando l'8º posto su 12 partecipanti nella finale del 9 marzo.

## Tracce
Download digitale
1. I Do – 3:04

## Classifiche

### Classifiche settimanali
| Classifica (2019) | Posizione massima |
| ----------------- | ----------------- |
| Svezia            | 6                 |

### Classifiche di fine anno
| Classifica (2019) | Posizione |
| ----------------- | --------- |
| Svezia            | 85        |